# Paz (nombre)
Paz, puede ser tanto un nombre femenino en español como un apellido en el mismo idioma. La palabra Paz proviene del sustantivo latino en tercera declinación Pax
, que es de género femenino y posee el mismo significado que en español. Como nombre femenino, es común hallarlo como parte del nombre compuesto María Paz o María de la Paz.

## Personajes ilustres que llevan por nombre Paz

### Cine y televisión
- Paz Bascuñán, actriz chilena;
- Paz Alicia Garciadiego, guionista mexicana;
- María Paz Grandjean, actriz chilena;
- Paz Gómez, actriz española;
- Paz Irarrázabal, actriz chilena;
- María Paz Jorquiera, actriz chilena;
- Mari Pau Huguet, periodista española;
- Mary Paz Pondal, actriz española;
- Paz Vega, actriz española;
- Paz Barria Marchant, actriz chilena;
- Paz Padilla, presentadora y humorista española

### Artes gráficas
- María Paz García, pintora chilena;
- María de la Paz Jaramillo, pintora y escultora colombiana.

### Música
- Paz Lenchantin, cantante argentina;
- María Paz Gascón Cornago, de nombre artístico Mari Paz (Zaragoza, 1923 - Madrid, 1946), bailarina, cantante y actriz española.

### Social y política
- María de la Paz de Borbón, infanta de España;
- Páz Faz Riza, militar y político mexicano.

### Deportes
- María Paz Ferrari, deportista argentina;
- María de la Paz Hernández, deportista argentina.
- María Paz Corominas Guerin,nadadora española, primera en llegar a una final en unos JJ. OO. México -68

## Personajes ilustres que llevan Paz por apellido

### Literatura
- David Hartling Paz, escritor y poeta latinoamericano;
- Edmundo Paz Soldán, escritor boliviano;
- Marcela Paz, seudónimo por el que es más conocida Esther Huneeus Salas de Claro, escritora chilena;
- Mariano Paz Soldán, historiador peruano;
- Octavio Paz, Premio Nobel de Literatura mexicano;
- Valentín Paz Andrade, escritor español.

### Artes gráficas
- Daniel Paz, dibujante argentino.

### Música
- Gerardo Arias Paz, músico boliviano, vocalista de la banda folklórica Savia Andina;
- Raúl Paz, músico cubano;
- Suma Paz, música argentina.

### Cine y televisión
- Bárbara Paz, actriz brasileña;
- Bernie Paz, actor peruano.

### Deportes
- Abraham Paz, futbolista español;
- Aníbal Paz, futbolista uruguayo;
- Antón Paz, regatista español;
- Mercedes Paz, tenista argentina;
- Pablo Paz, futbolista argentino;
- Rafa Paz, futbolista español.

### Política
- Agustina Paz, primera dama argentina;
- Ana Miranda Paz, política gallega;
- Gregorio Paz, militar argentino;
- Jaime Paz Zamora, político boliviano, presidente de al República (1989-1993);
- José Camilo Paz, periodista, político y diplomático argentino, fundador del diario La Prensa;
- José Gregorio Paz Soldán, político peruano;
- José María Paz, militar argentino;
- Marcos Paz, político argentino, vicepresidente de la Nación (1862-1867);
- Máximo Paz, político argentino, gobernador de Buenos Aires (1887-1890);
- Miguel de la Paz, príncipe portugués;
- Miguel Paz Barahona, político ecuatoriano, presidente de la República (1925-1929);
- Policarpo Paz García, militar y presidente de Honduras (1980-1982);
- Rodrigo Paz, empresario y político ecuatoriano.